# Rue Rouelle
La rue Rouelle est une voie du 15e arrondissement de Paris, en France.

## Situation et accès
La rue Rouelle est une voie publique située dans le 15e arrondissement de Paris. Elle débute au 27, rue Émeriau et se termine au 26, rue de Lourmel. Sa partie entre le quai de Grenelle et la rue Émeriau a été nommée « place de Brazzaville ».

## Origine du nom
Elle porte ce nom en hommage au chimiste Guillaume-François Rouelle (1703-1770).

## Historique
Ancienne voie de la commune de Grenelle, elle fut créée dans le cadre du développement du lotissement Violet. Elle portait alors le nom de « rue des Entrepôts, ». Elle intègre la nomenclature des rues de Paris par décret du 23 mai 1863 et prend nom actuel en 1864.
Au début de la rue de 1865, et jusqu'à la démolition dans les années 1960, se trouvaient les usines de la Société J.F Cail & Cie et de la Société Chevalier, Cheylus Jeune & Cie qui fabriquaient des locomotives, wagons et ponts de fer.

### Antonin Artaud
Dans les années 1930, Antonin Artaud s'est installé à plusieurs reprises au 42 de la rue Rouelle. Il s'agit du logement de sa mère, Euphrasie Nalpas. Il y dispose d'une chambre et choisit de s'y installer lorsque ses revenus ne lui permettent pas de vivre à l'hôtel.

### L'usine d'embouteillage de Coca-Cola
En 1949, la Société parisienne de boissons gazeuses (SPBG) est créée avec le concours de Pernod et des Glacières de Paris. Concessionnaire exclusif de la boisson Coca-Cola, cette usine réalise l'embouteillage des bouteilles individuelles de Coca-Cola, la fameuse bouteille Contour. L'usine est située au 12, 14 et 16 de la rue Rouelle à l'emplacement de l'ancien dépôt de la société des Glacières de Paris. En 1960, la société est présidée par monsieur Louis Ruez. 
En raison de la croissance de la consommation de Coca-Cola dans la région parisienne, l'usine, après une quinzaine d'années, n'est plus en mesure de répondre à la demande. La production est transférée en 1966 à l'usine d'embouteillage de Clamart (Hauts-de-Seine). L'usine de la rue Rouelle est démolie dans les années 1970 pour les travaux du quartier du Front-de-Seine.
La partie de la rue Rouelle dans laquelle se situait l'usine a été déclassée le 16 novembre 1976. À la place de cette usine se trouvent aujourd'hui :
- la partie nord de l'immeuble Le Village, abritant la médiathèque Andrée-Chedid,
- la cheminée du front de Seine,
- une partie du square Béla-Bartók.

L'usine a été prise en photo en 1962. Cette photo présente les camions de distribution Coca-Cola sortant de l'usine au 14, rue Rouelle. On peut remarquer sur cette photo, à droite, les lampadaires de l'école Rouelle, au 25, rue Rouelle, et, dans le fond, l'immeuble, au 42, rue Rouelle. Ces détails sont toujours visibles en 2017. Sur certaines reproductions de cette photo, la tour Eiffel apparaît en fond. Il s'agit d'un montage, car la tour Eiffel se trouve en réalité derrière le photographe.

## Bâtiments remarquables et lieux de mémoire
- Aux nos 25-27, l'école élémentaire Rouelle, du groupe scolaire public compris entre les rues Rouelle, Émeriau, Schutzenberger et Sextius-Michel. Façade en briques de style Art nouveau. Bâtiment construit par l'architecte Louis Bonnier en 1912[3],[12].

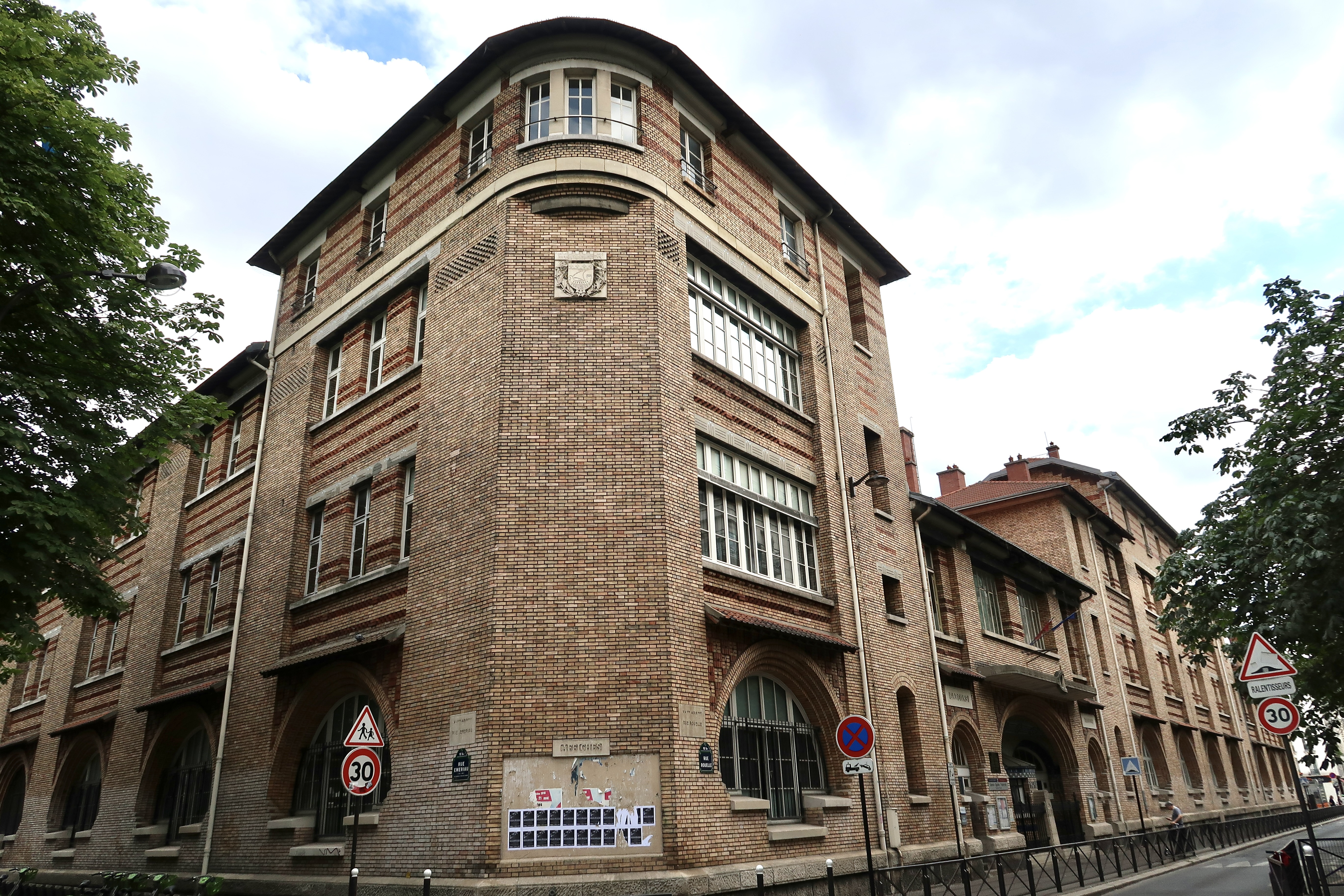
École Rouelle.
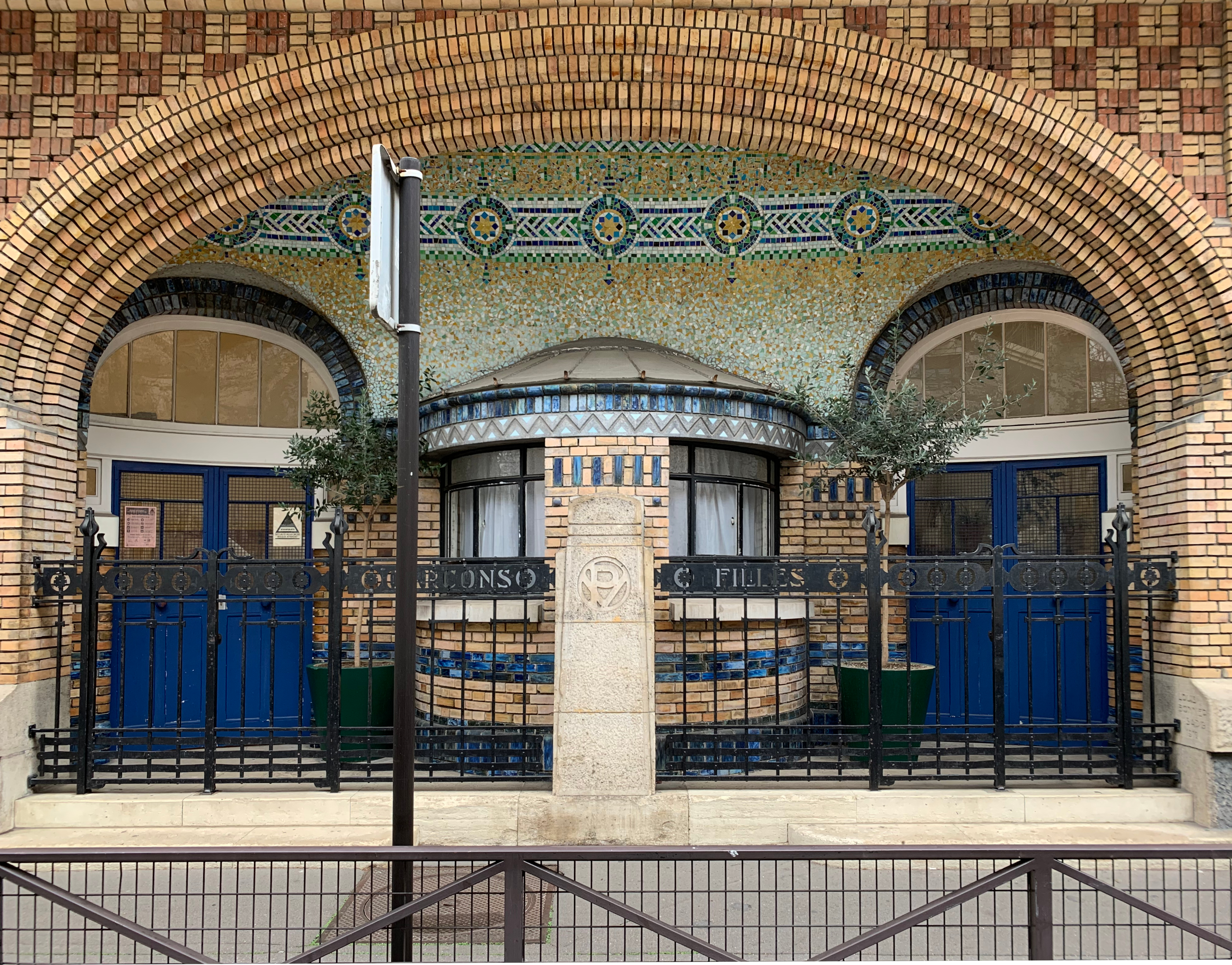
Porche.